# Bob de Vries
Pour les articles homonymes, voir de Vries.
Bob de Vries, né le 16 décembre 1984 à Haule, est un patineur de vitesse néerlandais. 

## Biographie
Il pratique également le patinage de marathon, tout comme sa sœur Elma.
En 2011, il devient vice-champion du monde sur le 10 000 mètres à Inzell.

## Palmarès
- Championnats du monde simple distance
  -  Médaille d'argent du 10 000 m en 2011 à Inzell
  -  Médaille de bronze de la poursuite par équipe en 2011 à Inzell

- Coupe du monde
  - Vainqueur du classement de la mass-start en 2014
  - 1 victoire individuelle